# Larry Allen
Larry Allen (Los Angeles, California; 27 de noviembre de 1971-México; 2 de junio de 2024) fue un jugador estadounidense de fútbol americano que jugó catorce temporadas con dos equipos en la NFL en la posición de guard, ganó el Super Bowl XXX, participó en once ediciones del Pro Bowl y fue seleccionado seis veces como All-Pro.

## Carrera

### Universitario
Allen no fue elegido académicamente para jugar fútbol de la División I de la NCAA, así que asistió a Butte College en Oroville, California. En cada uno de sus dos años en Butte, el equipo terminó con récord de 10-1 mientras ganaba la Conferencia de Golden Valley, y Allen fue nombrado a los equipos All-Conference y All-State en ambas temporadas. Allen también fue reconocido como J.C. All-American después de su segundo año. Allen no asistió a ninguna escuela al año siguiente. Después de un año fuera de la escuela, se matriculó en la Universidad Estatal de Sonoma, una escuela de División II al norte de San Francisco, California. En dos años con los cosacos, Allen solo permitió una captura de quarterback y fue dos veces All-American. Los Cossacks fueron principalmente un equipo de paso y establecieron 10 nuevos récords escolares, incluyendo la mayoría de yardas ganadas, la mayoría de los pases de touchdown, mejor tasa de ganancia por finalización y mayor eficiencia de paso. Durante la temporada senior de Allen, el equipo estableció una marca escolar con 334 yardas corridas contra Cal State Pioneers, y jugó en el East-West Sanrine Game y el Senior Bowl.

### Profesional
Las acciones de Allen cayeron en el draft de 1994 de la NFL debido a provenía de una pequeña universidad y por una lesión en el mango rotador. Allen fue el décimo liniero ofensivo seleccionado en el draft y el primer jugador elegido de Sonoma State Cossacks. Fue seleccionado en la segunda ronda (46° general), que marcó la mejor selección ofensiva de los Cowboys desde Howard Richards en 1981.
En 1994 Allen fue titular en 10 partidos de temporada regular rotando entre guard y tackle. Durante la temporada empató a Burton Lawless en 1975 y Kevin Gogan en 1987 por la cantidad de más inicios en la línea ofensiva como novato en la historia del club en ese momento, Flozell Adams rompería el récord en 1998. Allen ayudó a Dallas a establecer un récord de equipo al permitir sólo 20 capturas que suman sólo 93 yardas (el más bajo en la NFL) mientras ganaba honores de novato.
Allen se vio obligado a ser titular a solo cuatro juegos de iniciada la temporada en su año de novato cuando Mark Tuinei sufrió espasmos en la espalda ante los Washington Redskins. Jugó su primer partido como titular en la NFL como tackle izquierdo, reemplazando a un lesionado Tuinei contra los Arizona Cardinals. Esta marcó la primera vez que un lineman ofensivo novato había comenzado para Dallas desde el 24 de noviembre de 1991, cuando Erik Williams comenzó en el tackle derecho contra los Redskins. Allen regresó a un rol de reserva durante las siguientes dos semanas, pero a primera hora de la mañana del 24 de octubre, Williams se lesionó en un accidente automovilístico y estuvo fuera el resto de la temporada, después de lo cual Allen fue trasladado permanentemente a la alineación titular en la posición de tackle derecho de Williams comenzando con un partido en Cincinnati el 30 de octubre. Recibió la pelota de juego, junto con Tuinei, por ayudar a mantener a los New Orleans Saints sin capturas en una victoria del lunes por la noche en Nueva Orleans el 19 de diciembre. En ese partido del lunes por la noche, con un peso de 325 libras, Allen sorprendió a los Saints al correr por detrás al linebacker Darion Conner en un regreso de intercepción temprano en el juego, con Allen desde un comienzo de pie en el momento de la intercepción. Los locutores del juego (Al Michaels, Frank Gifford y Dan Dierdorf) hablaron más sobre la hazaña asombrosa de Allen que de la intercepción real. En sus primeros playoffs, Allen recibió la pelota de juego contra los Green Bay Packers el 8 de enero, cuando la ofensiva de Dallas registró 450 yardas totales y Troy Aikman completó 23 de 30 pases para 337 yardas. Allen se torció el tobillo izquierdo durante el partido, pero volvió a jugar. En el Juego de Campeonato de la NFC en San Francisco, California; luchó jugando a través de tres cuartos en su tobillo lesionado antes de salir del juego.
En 1995, Allen, después de sólo un año de experiencia como guardia titular, ganó su primero de siete apariciones consecutivas al Pro Bowl. Fue uno de los cuatro hombres de línea ofensivos del club nombrados para el Pro Bowl junto a Ray Donaldson, Nate Newton y Mark Tuinei. El equipo terminó quinto en la liga en ofensiva total con Emmitt Smith ganando un récord de la franquicia de 1.773 yardas corridas, su cuarto título de la NFL en cinco años. Smith también anotó un récord de la NFL de 25 touchdowns.
Allen hizo su primera aparición de la NFL en la temporada en Meadowlands contra los New York Giants el 4 de septiembre, ayudando a la ofensiva de Dallas con 459 yardas, incluyendo 230 yardas corriendo. En la final de la temporada regular, en el camino contra los Cardinals el día de Navidad, la línea ofensiva permitió a Dallas registrar 474 yardas de ofensiva total para la mayor yarda de un equipo de los Cowboys desde el 15 de septiembre de 1985.
El 28 de enero de 1996, Allen ganó en su primera aparición en un Super Bowl, así como su único anillo en el Super Bowl cuando los Cowboys derrotaron 27-17 a los Pittsburgh Steelers en el Super Bowl XXX.
En 1996 Allen consiguió una segunda aparición consecutiva en el Pro Bowl, junto con la distinción unánime de All-Pro y todos los honores de NFC. La línea ofensiva de Dallas lideró la liga al permitir sólo 19 saques, un récord del equipo establecido el año anterior. Por tercera temporada consecutiva detrás de Allen, Emmitt Smith corrió para más de 1.200 yardas mientras consiguió 100 yardas cuatro veces, incluyendo una temporada alta de 155 yardas y tres touchdowns contra los Redskins el 28 de noviembre.
En 1997 Allen, a pesar de ser movido entre guard y tackle durante la temporada, fue seleccionado a su tercer Pro Bowl consecutivo como guard y ganó honores del primer equipo All-Pro. También pasó parte del campo de entrenamiento trabajando en el tackle izquierdo y regresó a su posición de guard derecho durante los primeros 13 partidos de la temporada.
Allen comenzó su tercera temporada en la guardia derecha en Pittsburgh y ayudó a Dallas a ganar 380 yardas totales, incluyendo 295 yardas de pase, sin permitir una captura. Dejó la victoria del 15 de septiembre sobre los Philadelphia Eagles después de sufrir una tirón en su pierna izquierda en el segundo cuarto y no regresó. Allen regresó a la alineación titular tras la semana de despedida contra los Chicago Bears el 28 de septiembre, pero se vio obligado a irse en el segundo cuarto con la insuficiente fuerza en su pierna izquierda para bloquear con eficacia. Estaba de vuelta en la alineación titular la semana siguiente ante los Giants, donde se vio obligado a moverse para salir del tackle tras la pérdida de Tuinei durante un partido en Washington el 13 de octubre. Allen se mantuvo en el tackle izquierdo en situaciones de tercera baja contra los Eagles y Redskins el 26 de octubre y el 16 de noviembre. Se convirtió en titular a tiempo completo en el tackle izquierdo contra los Carolina Panthers el 8 de diciembre y permaneció allí las últimas tres semanas de la temporada.
En 1998 Allen estaba programado para empezar como tackle izquierdo. En su primera temporada completa cuidando el lado ciego de Troy Aikman se ganó por consenso los honores de All-Pro y All-NFC. Allen se convirtió en el tercer jugador en la historia de la liga en ser seleccionado para el Pro Bowl en más de una posición de línea ofensiva cuando sus pares lo votaron al equipo NFC Pro Bowl en tackle. Obtuvo reconocimiento como parte de una línea ofensiva que permitió apenas 19 capturas para 110 yardas en 493 jugadas de pase para una temporada, la menor en la NFL. El bloqueo de Allen ayudó a Emmitt Smith a registrar siete juegos de 100 yardas y 1.332 yardas en la temporada.
Debutó en su nueva posición como titular para la temporada contra los Arizona Cardinals y ayudó a Dallas a ganar 444 yardas totales (188 carreras); ambos totales fueron los más altos del equipo desde 1996. Ayudó a liderar el camino cuando dos running backs encabezaron la marca de 100 yardas por tercera vez en la historia de la franquicia en Washington el 4 de octubre; Smith terminó con 120 yardas y un touchdown, mientras que Chris Warren registró 104 yardas y dos touchdowns. En noviembre, se enfrentó a cuatro de los principales extremos defensivos de la NFC en Hugh Douglas, Chad Bratzke, Simeon Rice y John Randle. La racha sin capturas de Allen comenzó en Filadelfia el 2 de noviembre cuando limitó a Douglas a un tackleada y sin capturas. La semana siguiente contra los Gigantes y Bratzke, su bloqueo ayudó a Emmitt Smith a correr para 163 yardas en 29 carreras, un promedio de 5.6. La línea ofensiva de Dallas no permitió saques a la defensa de los Giants que lideró a la NFL en capturas en 1998. En Arizona, Allen limitó a Rice a un tackleada y fue parte de una línea ofensiva que no permitió capturas por la defensa de los Cardinals. Llevó el camino a las 118 yardas y tres touchdowns de Smith. Los Seattle Seahawks tuvieron la mejor defensa de la AFC en 1998 (11 capturas para 22 yardas) y salieron con solo un captura (en un fumble de Aikman), mientras que los Cowboys corridieron para 173 yardas. También limitó a Randle a un tackleada y sin capturas en 81 jugadas ofensivas contra los Minnesota Vikings el 26 de noviembre. Allen ayudó a establecer un récord de la franquicia para los intentos de pase en un juego sin capturas (57) y lideró el camino mientras Smith corrió para tres touchdowns para empatar el récord de Marcus Allen en la NFL de 123 touchdowns corridos de por vida. En la final de la temporada regular contra los Redskins el 27 de diciembre Allen formó parte de una línea ofensiva que vio a Smith correr por dos touchdowns más para romper el récord de touchdown de todos los tiempos de la NFL.
En 1999, a pesar de comenzar en su tercera posición de línea ofensiva en otros tantos años y perdiéndose cinco juegos debido a una lesión, Allen fue seleccionado para su quinto Pro Bowl consecutivo mientras ganaba por consenso los honores All-Pro como guard.
Allen se ganó el reconocimiento como parte de una línea ofensiva que fue la segunda que permitió menos capturas en la segunda mitad (24) de la liga, detrás de Indianápolis que permitió apenas 14, y uno o menos capturas en nueve de 16 juegos. Ayudó a liderar el camino cuando los Cowboys ganaron 541 yardas totales mientras que cedieron sólo una captura en 50 jugadas de pase en su primera salida de carrera en la guardia izquierda en Washington el 12 de septiembre. Ayudó a liderar el camino cuando Emmitt Smith se convirtió apenas en el tercer jugador en los últimos 29 juegos en apurar para más de 100 yardas contra los Atlanta Falcons el 20 de septiembre, cuando corrió para 109 yardas. El bloqueo de Allen ayudó a la línea ofensiva de los Vaqueros a permitir sólo un saco en 40 jugadas de pase en Filadelfia el 10 de octubre. Allen no cedió ninguna captura a los Redskins en 32 jugadas de pase el 24 de octubre. Su bloqueo ayudó a Smith a correr para 140 yardas y dos touchdowns en la primera mitad cuando la ofensiva de Dallas registró 205 yardas en Minnesota el 8 de noviembre. Allen ayudó a los corredores de los Cowboys a registrar 149 yardas antes de abandonar el partido en el tercer cuarto con un esguince en el ligamento medio (MCL) en su rodilla derecha contra los Packers el 14 de noviembre. Se perdió su primer partido de carrera en Arizona el 21 de noviembre, rompiendo una marca de 97 partidos consecutivos jugados y de 90 inicios consecutivos. Se perdió los siguientes cuatro partidos con un esguince de rodilla. Regresó a la alineación titular en Nueva Orleans en Nochebuena y ayudó a los Cowboys a no permitir capturas en 39 jugadas de pases mientras ayudaba a Smith a correr para su octavo partido de 100 yardas de la temporada. En el final de temporada contra los Giants el día de Año Nuevo bloqueó para Smith ya que este último registró su noveno partido de 100 yardas de la temporada. Allen formó parte de una línea ofensiva que no permitió una captura en 33 jugadas de pase durante el partido. En el NFC Wild Card Playoff Game en Minnesota el 9 de enero abrió espacios para que Smith corriera para 99 yardas, incluyendo un récord de postemporada de Dallas 65 yardas.
En el 2000 Allen fue seleccionado para su sexto Pro Bowl consecutivo y obtuvo por consenso los honores All-Pro y All-NFC. Formó parte de una unidad de línea ofensiva que permitió apenas 35 capturas en 480 jugadas de pase en la temporada. Seis veces durante la temporada, los oponentes se consiguieron una captura o menos.
A pesar de sufrir una fractura en la derecha en la práctica el 20 de junio, Allen volvió a jugar al final de la pretemporada y comenzó los 16 partidos. Su bloqueo ayudó a limitar a los Cardinals a una captura mientras protegía a Randall Cunningham para completar 24 de 34 pases para 243 yardas y tres touchdowns el 10 de septiembre. Su bloqueo contra Arizona el 22 de octubre fue clave para la ofensiva, ya que registró 347 yardas totales, incluyendo 200 yardas corridas. Permitió una sola captura. Ayudó a limitar a Warren Sapp a dos tackles para el juego en Tampa Bay el 3 de diciembre, mientras que toda la línea defensiva titular de Tampa Bay se limitó a seis tackleadas. También formó parte de una línea ofensiva que ayudó a Smith a correr para 150 yardas y un touchdown contra los Redskins y la cuarta defensa de la NFL el 10 de diciembre. Los Cowboys corrieron para 242 yardas contra los Redskins por la ofensiva de Dallas desde que registró 271 yardas en Filadelfia en Halloween 1993.
En 2001, Allen fue nombrado All-Pro por The Associated Press por séptima temporada consecutiva. También fue nombrado titular en el Pro Bowl como guard. Sin embargo, no pudo asistir al partido en Hawai debido a una cirugía de codo que se realizó después de que terminó la temporada. Esta marcó su séptima selección consecutiva del Pro Bowl.
Allen jugó un papel clave en Dallas en el tercer puesto de la liga en correr en 136.5 yardas por partido. El total de la temporada de 2.184 yardas fue el segundo mejor total de un equipo de los Cowboys en los últimos 20 años (1995 con 2.201). Ayudó a limitar el All-Pro DT Sapp a una tackleada y sin capturas en el primer partido de la temporada contra los Tampa Bay Buccaneers, ayudando también a la ofensiva de los Cowboys a correr para 99 yardas en 23 carreras, un promedio de 4.3. Allanó el camino para que Emmitt Smith lograra su primer juego de 100 yardas de la temporada, 107 yardas, y la ofensiva a 211 yardas corridas totales en los Cowboys el lunes por la noche sobre los Redskins el 15 de octubre. Jugó un papel importante para ayudar a Troy Hambrick a ganar 127 yardas corridas, así como Michael Wiley ganando 85 a los Cowboys ganando 207 yardas corridas (6.3 avg.) en Atlanta el 11 de noviembre. Jugó un papel clave en la victoria de Dallas 20-14 sobre los Redskins el 2 de diciembre cuando los Cowboys registraron su tercer juego de más de 200 yardas de la temporada mientras el equipo apuraba el balón 44 veces para 215 yardas, un promedio de 4.9, incluyendo 102 yardas de Smith.
Se cree que 2002 fue la primera vez que una franquicia de la NFL tuvo cinco afroamericanos en su línea ofensiva, cuando los Cowboys alinearon al centro novato Andre Gurode, los tackles Flozell Adams y Solomon Page, los guardias Allen y Kelvin Garmon.[13] Allen tuvo una temporada difícil debido a las lesiones. Jugó en una cirugía fuera de temporada y un esguince de tobillo de inicio de temporada que lo limitó a cinco salidas en la temporada entre la guardia izquierda y el tackle derecho. Debido a su cirugía de manguito rotador quedó fuera de la temporada en su hombro izquierdo, y fue limitado en el campo de entrenamiento y jugó sólo en los dos últimos partidos de pretemporada. Fue seleccionado como capitán ofensivo por sus compañeros, entrando en la temporada regular.
Allen se torció el tobillo izquierdo en el segundo cuarto contra los Tennessee Titans el 15 de septiembre. Intentó regresar en la segunda mitad pero duró apenas dos jugadas antes de regresar al banquillo. Estaba inactivo en Filadelfia el 22 de septiembre debido a su lesión en el tobillo. Se movió al tackle derecho durante la práctica de la semana previa al partido ante St. Louis Rams del 29 de septiembre, y abrió el partido en esa posición antes de volver a agravar su esguince de tobillo izquierdo. Luego dejó el partido en el primer cuarto. Regresó a la alineación titular en el tackle derecho contra los Gigantes de Nueva York el 6 de octubre, pero salió durante la primera unidad después de agravar la lesión del tobillo izquierdo. Peleó contra el dolor y estuvo dentro y fuera del juego en la segunda mitad en la guardia izquierda con Kelvin Garmon, quien sufrió una lesión en la cadera. Tras el intercambio de Garmon a los Chargers, Allen volvió a la guardia izquierda contra los Panthers el 13 de octubre, pero dejó el partido en el segundo cuarto con un dolor en el tobillo. Luego estuvo inactivo después de los tres partidos para dejar que la lesión se curara. Volvió a practicar la semana contra los Colts el 17 de noviembre, pero estuvo inactivo por cuarto partido consecutivo. Fue puesto en reserva lesionado el 21 de noviembre y fue sometido a una exitosa cirugía el 3 de diciembre para extirparle espuelas óseas del tobillo izquierdo.
En 2003, Allen regresó después de perderse la mayor parte de la temporada 2002 con un esguince en el tobillo izquierdo que requirió cirugía fuera de temporada para extirpar espuelas óseas. Regresó y comenzó los 16 partidos de temporada regular y el partido de playoffs en Carolina el 3 de enero. A pesar de perderse partes de cuatro partidos con lesiones, regresó y fue honrado por jugar con la octava selección Pro Bowl como guard.
Comenzó la temporada con una tensión en su brazo durante la práctica a cuatro días antes del inicio de la temporada. Sin embargo, jugaría contra los Falcons, pero agravó su brazo en el segundo cuarto y se quedó fuera de la mitad antes de regresar para la segunda mitad, ya que la ofensiva registró 403 yardas totales. Jugó ante los New York Giants el 15 de septiembre y ayudó a proteger a Quincy Carter, permitiéndole lanzar para 321 yardas al llevar a Dallas a una victoria en tiempo extra. Sufrió un esguince en la rodilla izquierda en el segundo cuarto contra los Cardinals el 5 de octubre, pero regresó en la segunda mitad para ayudar a Dallas a en totalizar 365 yardas de ofensiva. A pesar de jugar esporádicamente contra Washington el 2 de noviembre debido a un esguince de rodilla izquierda sufrido en el primer cuarto, ayudó a los Cowboys a registrar 400 yardas totales, incluyendo 208 yardas corridas. Allen también ayudó a mantener al DT Kris Jenkins a cero capturas, mientras que la línea de Dallas permitió sólo una captura para cero yardas en 45 jugadas de pase contra los Panthers el 23 de noviembre. También ayudó a liderar el camino para que Troy Hambrick corriera para 189 yardas contra los Redskins el 14 de diciembre.

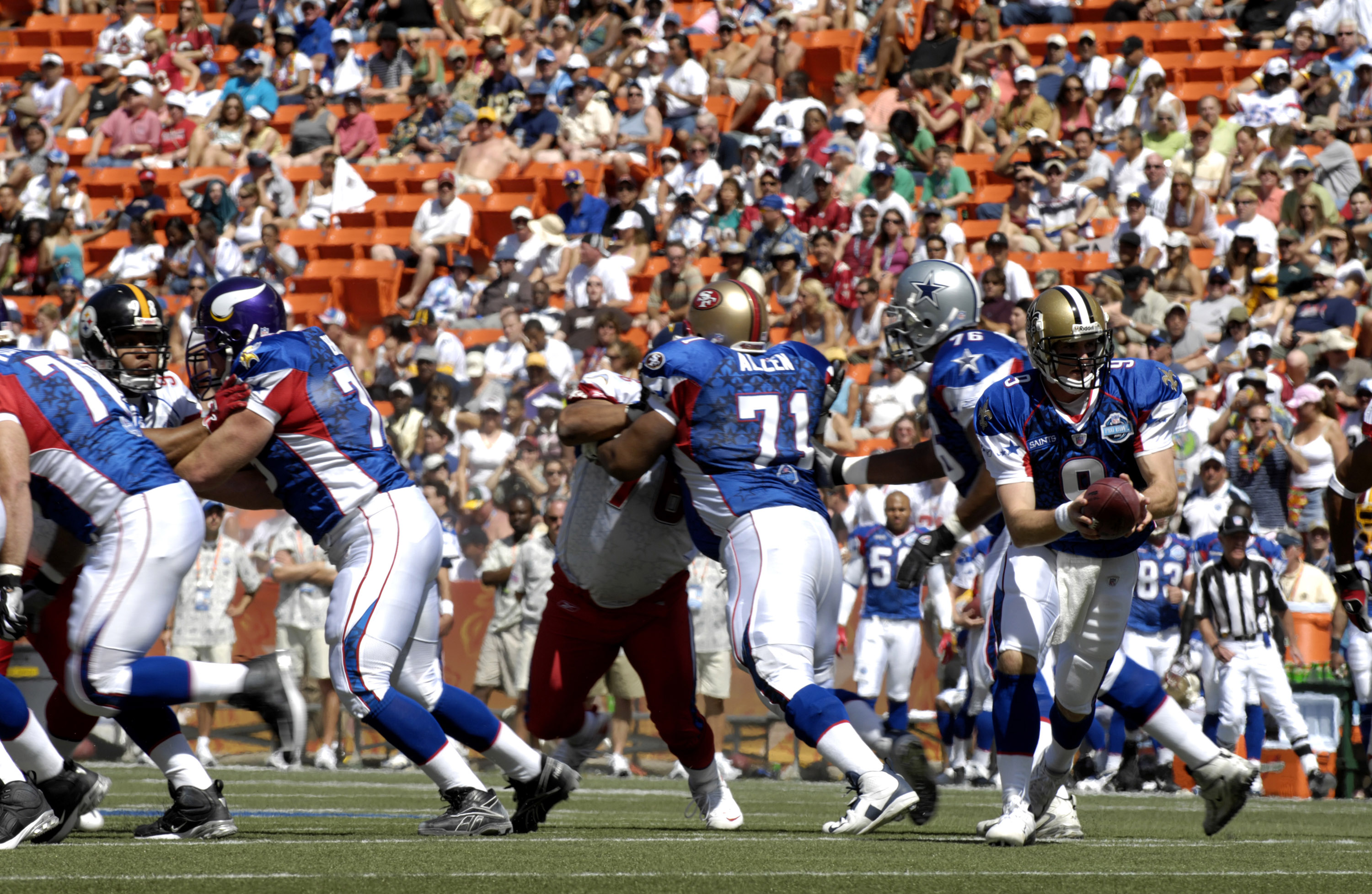
Allen (#71) bloqueando a Jamal Williams en el Pro Bowl de 2007.

En 2004, Allen comenzó los 16 juegos por octava vez en 11 temporadas de la NFL, y por novena vez, fue una selección NFC Pro Bowl en guardia. En el inicio de la temporada en Minnesota, el bloqueo de Allen ayudó a la ofensiva de los Vaqueros a registrar 423 yardas de ofensiva total. En la victoria de apertura de casa sobre los Cleveland Browns el 19 de septiembre, los Cowboys registraron una temporada alta de 441 yardas totales, y Vinny Testaverde pasó para 322 yardas con sólo un saco en 36 pases. Los Vaqueros también corrió para 126 yardas. Ayudó a los Cowboys a registrar 166 yardas para el juego contra los Gigantes el 10 de octubre. El Día de Acción de Gracias, en una victoria sobre Chicago, fue parte de una línea que lideró el camino para que Julius Jones corriera para 150 yardas. En una victoria el lunes por la noche en Seattle el 6 de diciembre, el bloqueo de la línea ofensiva de los Cowboys abrió hoyos para que Jones corriera para 198 yardas, el tercer mejor juego en la historia de la franquicia y el segundo mejor de la historia de un novato de los Cowboys. En la derrota final de temporada ante los Giants, la línea ofensiva de los Cowboys terminó la temporada al abrir hoyos para que Jones apurara la pelota 29 veces para 149 yardas un promedio de 5.1 y un touchdown.
En 2005 Allen fue seleccionado para su décimo Pro Bowl. Jugó todos los partidos ofensivos para los Cowboys en 2005, comenzando los 16 partidos en la guardia izquierda. Comenzó su undécima temporada como titular a tiempo completo y su séptimo abridor consecutivo en la guardia izquierda en San Diego el 11 de septiembre. Ayudó a la ofensiva de los Cowboys a registrar 28 puntos y 301 yardas de ofensiva total. Comenzó contra los Eagles el 9 de octubre y ayudó a la ofensiva de los Cowboys a registrar un récord de 456 yardas de ofensiva total. Su bloqueo ayudó a proteger a Drew Bledsoe y le permitió completar pases de 26 de 37 para 312 yardas contra los Giants el 16 de octubre. Allen ayudó a los Cowboys a registrar 164 yardas promediando 4.2 yardas por acarreo en Seattle el 23 de octubre. Ayudó a Marion Barber III a correr para 127 yardas y dos touchdowns en 27 carreras contra los Cardinals el 30 de octubre. Formó parte de una línea ofensiva que permitió a que Bledsoe lanzara para 332 yardas y tres touchdowns, mientras que los running backs registraron 129 yardas y un touchdown contra los Kansas City Chiefs el 11 de diciembre, las 445 yardas de ofensiva total fue la segunda mejor de la temporada. Su bloqueo de carrera le permitió a Julio Jones correr para 194 yardas, la cuarta mejor actuación en la historia de la franquicia en Carolina en Nochebuena. La ofensiva de los Cowboys registró 22 primeros downs, 394 yardas totales, incluyendo una temporada alta de 214 carreras, y 24 puntos en la victoria. Durante el fin de semana del Pro Bowl en Honolulu, Hawai, ganó eun premio por ESPN durante el fin de semana del Pro Bowl en 2006 por el pesar 225 libras.
El 21 de marzo de 2006 Allen fue liberado por los Dallas Cowboys después de pasar sus primeras 12 temporadas con la organización de 1994 a 2005. En 2006, tres días después de ser liberado por los Dallas Cowboys, Allen fue firmado por los San Francisco 49ers como agente libre sin restricciones. Junto al cambio de equipos, también cambió de número, de la única cifra que había usado en su carrera profesional, 73 pasó a usar el número 71. Para la temporada comenzó 11 partidos y estuvo inactivo durante cinco con un esguince en el ligamento colateral medial (MCL). Fue votado para su undécima aparición en el Pro Bowl después de imponer una marca en bloqueos para la franquicia y ayudar al RB Frank Gore a conseguir 1.695 yardas en la temporada.

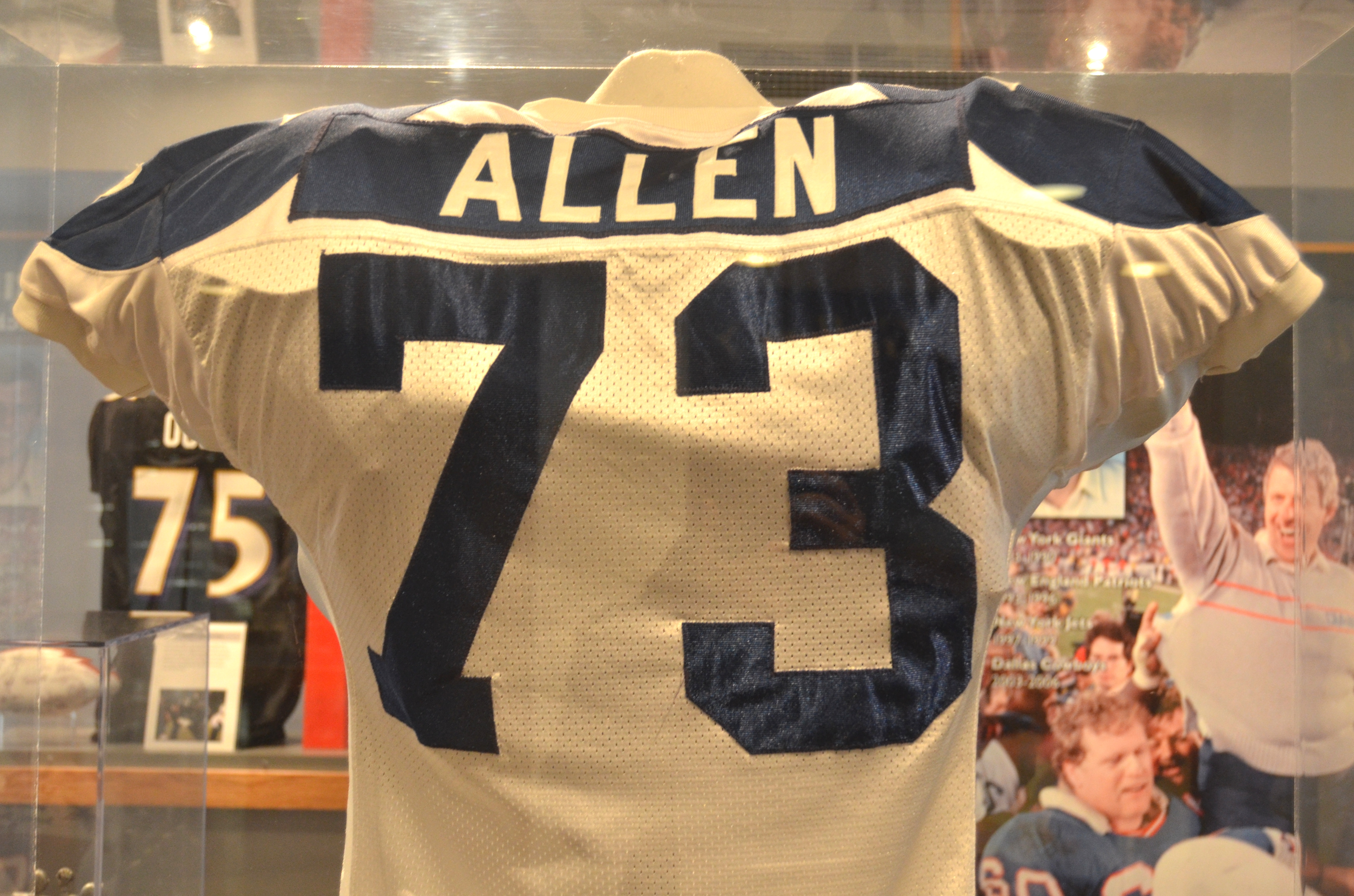
El #73 de Allen en el Pro Football Hall of Fame.

Allen comenzó como guardia izquierdo, pero abandonó el partido debido a un esguice en el ligamento colateral medial sufrido en el primer cuarto en Arizona el 10 de septiembre, y fue reemplazado por Tony Wragge. Luego estuvo inactivo durante las siguientes cinco semanas debido al esguince del MCL. Regresó a la alineación titular en Chicago el 29 de octubre. Toda la línea ofensiva tuvo el balón por el entrenador en jefe Mike Nolan, en parte por su trabajo bloqueando para el running back, quien corrió para 198 yardas contra los Lions el 12 de noviembre. Comenzó como guardia izquierdo contra los Seahawks el 19 de noviembre y jugó con una línea ofensiva que bloqueó el récord de la franquicia de un solo juego para que Gore consiguiera 212 yardas. Los 49ers acumularon 262 yardas totales en el juego, la octava más en la historia de la franquicia. La última vez que corrieron para tantas yardas fue contra Detroit el 14 de diciembre de 1998 cuando corrieron para un entonces récord de 328 yardas. Gore, quien recibió una pelota de juego de Nolan, dio a su vez bolas de juego a toda la línea ofensiva. Allen comenzó en la guardia izquierda en Seattle el 14 de diciembre. En una de las mejores actuaciones de línea ofensiva de la temporada, el QB Alex Smith no fue capturado y los 49ers corrieron para 228 yardas, 144 de los cuales fueron de Gore. Allen fue nombrado como guardia reserva para la NFC en el Pro Bowl durante la semana de juego para marcar su 11a selección al Pro Bowl. Comenzó en Denver en Nochevieja y bloqueó para que Frank Gore rompiera el récord de acarreos de la franquicia de 49ers y el récord combinado de yardas de la franquicia (2.180). Durante el fin de semana del Pro Bowl defendió con éxito su título de ESPN "Strongest Man Award" en el Pro Bowl 2007.
En 2007, Allen comenzó los 16 partidos en la guardia izquierda. También fue votado como suplente del Pro Bowl. El 29 de agosto de 2009, los Dallas Cowboys firmaron a Allen para un contrato de un día para poder retirarse como Cowboy. Al día siguiente, los Cowboys lo colocaron en la lista de retirados. Fue inducido al Pro Football Hall of Fame en 2013.

## Vida personal
Allen residió en Danville, California, después de su retiro. Su hijo, Larry Allen III, jugó de guard para el equipo de fútbol de Harvard Crimson. Más tarde fue fichado por los Dallas Cowboys en 2019 como un jugador no seleccionado. Su sobrino es Dakarai Allen, jugador profesional de baloncesto en la Liga G de la NBA.
Allen murió el 2 de junio de 2024 mientras estaba de vacaciones con su familia en México a la edad de 52 años. La causa de la muerte actualmente no ha sido definida.